# Le Roc-Saint-André
Le Roc-Saint-André är en kommun i departementet Morbihan i regionen Bretagne i nordvästra Frankrike. Kommunen ligger i kantonen Malestroit som tillhör arrondissementet Vannes. År 2018 hade Le Roc-Saint-André 948 invånare.

## Befolkningsutveckling
Antalet invånare i kommunen Le Roc-Saint-André
| Referens: INSEE |